# Borhane Errais
Borhane Errais, né le 31 mai 1935 à Saint-Germain (désormais Ezzahra) et décédé le 24 septembre 2013 à Antibes, est un joueur puis entraîneur tunisien de basket-ball. C'est également un enseignant-chercheur en France, spécialisé en sociologie du sport.

## Biographie
Né dans une famille de notables tunisiens, il réussit à faire carrière aussi bien dans le sport que dans sa vie professionnelle. Il découvre tôt le basket-ball que pratiquent ses frères aînés, et rejoint en 1950 les rangs du Club athlétique du gaz où évoluent ses frères Lotfi, Mourad et Akram. Les quatre frères contribuent largement à l'accession du club en excellence (division nationale) au cours de cette même année. Grâce à son talent, Borhane dépasse rapidement ses frères et s'impose comme le second marqueur de l'équipe derrière Ezzedine Boughzla. En 1953, il passe au Saint-Germain Sports (actuel Ezzahra Sports) dont il devient le chef de file. Deux ans après, il rejoint en compagnie de Mustapha Fezzani et de son frère Mourad les rangs de l'Étoile sportive de Radès qui souhaite constituer un grand club de basket-ball 100 % tunisien. En 1957, ce club remporte le championnat de sa poule en seconde division et monte en division nationale.
Errais est appelé au sein de l'équipe de Tunisie nouvellement constituée et participe notamment aux Jeux panarabes et aux Jeux de Moscou en 1957, aux Jeux méditerranéens en 1959, au championnat d'Afrique masculin de basket-ball en 1964. Suivant des études, il délaisse le basket-ball pour poursuivre celles-ci en France.
En parallèle, et grâce à son diplôme d'entraîneur, il est désigné le 17 juillet 1961 comme entraîneur national, une tâche qu'il doit assumer simultanément avec ses autres occupations, jusqu'en septembre 1962, date de la désignation de l'entraîneur Miodrag Stefanović. Il reprend alors son activité d'entraîneur-joueur au sein de l'Avenir sportif de La Marsa qui se classe en seconde position dès sa première année et se place régulièrement jusqu'en 1967 parmi les premiers clubs. Errais est rappelé en équipe de Tunisie dont il est le capitaine et à nouveau l'entraîneur de 1963 à 1965.
En 1968, il prend en main l'équipe d'Ezzahra Sports qu'il aide à remporter le championnat de sa poule en seconde division et à accéder en division nationale puis, de 1970 à 1972, entraîne le Club sportif des cheminots qui termine en seconde position puis en première position du classement mais perd en match d'appui contre l'autre co-leader, le Radès Transport Club.
Auparavant, Errais est chargé de promouvoir l'Institut national du sport dont il assume la charge de directeur jusqu'en 1970. Le 5 août 1966, il est élu membre de la Fédération tunisienne de basket-ball, qui compte parmi ses douze membres les quatre frères Errais. Il y occupe le poste de second vice-président et se voit réélu en février 1969.
En 1973, il décide de s'installer en France où il prend en main l'équipe de l'ASA Sceaux, tout en assumant une carrière universitaire de chercheur et de professeur. Il soutient une thèse de doctorat d'État intitulée « Archéologie d'un discours politique, sport et construction nationale : L'exemple tunisien (1956-1985) » puis se consacre à la recherche et à la production académique, notamment au sein du laboratoire de sociologie de l'Institut national du sport, de l'expertise et de la performance (INSEP). Il encadre des thèses et publie des articles scientifiques et des ouvrages, dont plusieurs en collaboration avec Mohamed Ben Larbi, qu'il avait encadré aussi comme joueur au Club sportif des cheminots.
En démocrate convaincu et homme de gauche, il adopte une position critique vis-à-vis du régime de Habib Bourguiba, en particulier lors des événements du Jeudi noir de janvier 1978, puis à l'encontre de celui de Zine el-Abidine Ben Ali, ce qui l'éloigne des médias et des milieux sportifs tunisiens. Ses obsèques ont lieu à Tunis.

## Parcours sportif
- 1950-1953 : Club athlétique du gaz
- 1953-1955 : Saint-Germain Sports
- 1955-1958 : Étoile sportive de Radès
- 1961-1962 : Entraîneur de l'équipe de Tunisie masculine de basket-ball
- 1962-1967 : Entraîneur-joueur à l'Avenir sportif de La Marsa
- 1963-1965 : Entraîneur de l'équipe de Tunisie masculine de basket-ball
- 1966-1967 puis 1968-1969 : Vice-président de la Fédération tunisienne de basket-ball
- 1967-1970 : Directeur de l'Institut national des sports
- 1967-1969 : Entraîneur-joueur à Ezzahra Sports
- 1970-1972 : Entraîneur du Club sportif des cheminots
- 1973-? : Entraîneur de l'ASA Sceaux
- 1973-1974 : Entraîneur de l'École centrale Paris

## Parcours académique
Enseignant-chercheur à l'Institut national des sports (1965-1972) puis en France (1975-2013), notamment à l'INSEP, à Sophia Antipolis et à l'université Paris-VIII, il encadre de nombreuses thèses de doctorat en sociologie du sport et publie ou contribue à la publication de nombreux ouvrages et articles scientifiques dont :
- « Basket-ball : le rebond » avec Lucien Herr, Revue EP&S, n°137, janvier-février 1976
- « Essai sur les problèmes de stratégie des activités physiques et sportives dans un pays en voie de développement : l'exemple tunisien », Revue EP&S, n°154, janvier 1978
- Technique et pédagogie du tir en basket-ball avec Alain Weisz, éd. Amphora, Paris, 1980
- La femme d'aujourd'hui et le sport, éd. Amphora, Paris, 1981
- Les activités physiques et l'enfant. Découvrir, observer, enseigner… avec Claude Caspard et Marthe Hardy-Mucchielli, éd. Amphora, Paris, 1981
- Étude de quelques facteurs sociaux et institutionnels de la réussite sportive. Exemples de la gymnastique, du judo et de la natation (ouvrage collectif), éd. INSEP, Paris, 1981
- Basket-ball moderne : systèmes offensifs et défensifs, éd. Amphora, Paris, 1982
- « Les métiers de la distribution du matériel sportif » avec Mohamed Ben Larbi, Emplois et formations du secteur sportif, marchés du travail et stratégies de formation, éd. INSEP, Paris, 1985
- « Ethnographie des pratiques corporelles dans la Tunisie pré-coloniale » avec Mohamed Ben Larbi, Cahiers de la Méditerranée, n°32, juin 1986
- « Analyse des mécanismes de domination culturelle : l'exemple des pratiques corporelles dans le Maghreb », Cahiers de la Méditerranée, n°32, juin 1986
- « The Situation of Sport Sociology in France » avec Michel Bouet, Mohamed Ben Larbi et Pierre Leblanc, International Review for the Sociology of Sport, International Review for Sociology of Sport, n°22/1, mars 1987
- « La France des régions aux Jeux olympiques de Séoul » avec Mohamed Ben Larbi, Mappemonde, n°2, 1989
- « Les jeux régionaux, témoins de l'universalisation des sports » avec Youssef Fates, Mappemonde, n°2, 1989
- « Un siècle d'histoire du sport en Tunisie. 1881-1981 » avec Mohamed Ben Larbi, Geschichte der Leibesübungen, vol. VI, éd. Bartels u. Wernitz, Berlin, 1989
- « Sport et stratégie identitaire en situation coloniale, le cas de la Tunisie », Entre tradition et modernité, le sport : regards historiques et sociologiques sur un siècle de culture corporelle : trajectoires et enjeux. Actes du colloque Sport culture tradition, Agde, 14-16 mai 1993, éd. Charles Pigeassou, Jacou, 1995
- « Culture patriarcale méditerranéenne, corps féminin tabou et pratique sportive », Femmes et sport dans les pays méditerranéens. Actes du colloque euro-méditerranéen / sous la dir. de Borhane Errais, Marie-Christine Lanfranchi. Antibes-Juan-les-Pins, 23 / 25 novembre 2000, éd. Association Femmes, Sport, Culture, Méditerranée, Nice, 2002, p. 23-32